# Anelaphus sparsus
Anelaphus sparsus é uma espécie de coleóptero da tribo Elaphidiini (Cerambycinae), com distribuição apenas na Colômbia.

## Descrição
Colorido geral avermelhado ou vermelho acastanhado. Fronte mais longa do que larga com pubescência esbranquiçada. Occipício glabro. Lobos oculares superiores com quatro fileiras de omatídios, tão distantes entre si quanto a largura de um lobo. Antenas atingem o quinto apical dos élitros. Antenômeros com áreas deprimidas pouco demarcadas. Antenômeros III-VI com espinho apical interno; VII com espículo diminuto. Pronoto com pubescência esbranquiçada pouco densa, com três áreas glabras, pequenas: duas látero-anteriores e uma centro-posterior; pontuação aparente no disco. Escutelo revestido por pubescência esbranquiçada. Élitros com pubescência esbranquiçada uniforme; setas muito abundantes em toda a superfície. Extremidades elitrais arredondadas. Cavidades procoxais fechadas atrás. Face ventral com pubescência esbranquiçada (menos em estreita área centro-posterior do metasterno), entremeada por setas especialmente nos urosternitos.